# Tristerix
Tristerix Mart. é um género botânico pertencente à família Loranthaceae.
Em uma classificação precedente o genus Tristerix foi dividido em subgenera Tristerix (duas espécies) e Metastachys (nove espécies). As espécies excluídas são Tristerix verticillatus e T. penduliflorus. T.tetrandrus parasita árvores do género Populus.
Fringilídeos do genus Diglossa e beija-flores visitam este parasite.

## Espécies
T corymbosus (L.)Kuijt (=T tetrandrus)